# TramCamp
El TramCamp o Tramvia del Camp de Tarragona és un projecte ferroviari gestionat per Ferrocarrils de la Generalitat de Catalunya que planteja construir un tramvia o tren tramvia a la zona del Camp de Tarragona que uniria Tarragona, l'aeroport, Reus, la Canonja, Vila-seca, Salou i Cambrils.
En una primera fase es recuperarà el traçat ferroviari entre Cambrils i Vila-seca, en desús des de l'any 2020 per les modificacions a la línia Tarragona-Tortosa. En una segona fase es desenvoluparien separadament els ramals urbans de Reus i Tarragona.
La primera part del projecte es preveu que estigui operativa el 2028 i tindria uns 14,6 quilòmetres entre els municipis de Cambrils, Salou i finalitzant a la futura Estació Intermodal de Vila-seca a construir pel Ministeri de Transports.

## Història
El tramvia apareix en diversos plans del govern com el Pla de Transports de Viatgers de Catalunya 2008-2012 (PTVC), el Pla territorial parcial del Camp de Tarragona i al Pla d'Infraestructures de Transport de Catalunya (PITC).
La Generalitat de Catalunya va plantejar la creació d'un tramvia per unir les poblacions del Camp de Tarragona i l'any 2001 va encarregar un estudi de viabilitat d'un tren lleuger. El projecte es va incorporar al Pla de Transports de Viatgers de Catalunya (PTVC) l'any 2002 i el 2003 es va constituir el consorci de l'ATM Camp de Tarragona que va fixar com un dels seus objectius la creació de la xarxa.
L'any 2006 no es va incloure el projecte al Pla d'Infraestructures de Transport de Catalunya (PITC), elaborat durant el mandat de Pasqual Maragall (PSC), cosa que no va evitar les crítiques des de diverses associacions i ajuntaments. Finalment, però, Manel Nadal, Secretari per a la Mobilitat, va anunciar que el projecte s'incorporava al PITC i que el tren tramvia circularia per l'actual infraestructura que quedaria alliberada després de la construcció del Corredor Mediterrani i podria ser una realitat entre el 2006-2016 utilitzant l'actual infraestructura o 2016-2026 en vies de nova construcció.
La indefinició en el recorregut dels nous ramals d'ample internacional per al corredor i la seva lenta execució i posada en explotació comercial van fer retardar el desmantellament de la línia de la costa entre Cambrils i Tarragona. Un cop dut a terme el canvi l'any 2020 es va reorganitzar la Rodalia del Camp de Tarragona amb un augment dels temps i pèrdua de viatgers. Creant una nova Línia R17 que finalitza a Salou - Port Aventura i modificant la R16.
Al 2021 es va publicava el primer estudi informatiu per a la primera fase del tramvia que recuperaria la línia ferroviària en desús. L'any següent es va encarregar l'estudi constructiu.
A principis del 2023 ADIF iniciava els treballs de desmantellament de vies i catenàries de l'antic traçat ferroviari i al mes d'abril es feia públic el traçat definitiu de la primera fase i algunes de les execucions pressupostàries com la compra de set combois.
Fins al 2025 no es va iniciar les adjudicacions parcials definitives, amb les primeres obres civils auxiliars previstes per a iniciar-se a finals del mateix any. L'entrada en servei de la primera fase es trasllada del 2026 al 2028.
A finals de juliol del 2025, FGC anuncia que l'empresa Stadler Rail (mitjançant la seva filial a Albuixec, València) serà l'adjudicatària de la fabricació dels 7 nous tramvies elèctrics. El cost de les unitats ascendirà als 59,7 milions d'euros (abans d'IVA) i l'adjudicació contempla la construcció, subministrament i manteniment de les unitats durant un període inicial de 15 anys.

## Característiques
La primera fase del projecte tindrà un recorregut total de 14,6 quilòmetres amb 14 estacions, tres de les quals ja existents amb correspondències a les línies convencionals i d'alta velocitat, Cambrils Nord, Salou - Port Aventura i Vila-seca. Per connectar Salou i Vila-seca comptarà amb un nou pont sobre l'autovia A-7 de 112 metres. El cost total es preveu de 150 milions d'euros.
Una quinzena estació denominada Estació Intermodal de Vila-seca seria construïda pel Ministeri de Transports i permetria progressar amb el desenvolupament de la segona fase del projecte, la connexió Reus-Tarragona i els seus ramals a les trames urbanes. El recorregut de tot el conjunt seria de 46 quilòmetres amb 47 estacions i el seu cost de més de 540 milions d'euros, es calcula que podria superar els 9 milions de viatges anuals.